# أل وايت (ممثل)
آل وايت (بالإنجليزية: Al White)‏، واسمه الحقيقي ألين كليفتون وايت، وُلد آل وايت بتاريخ 17 مايو 1942، وهو ممثل أمريكي سينمائي، شارك في عدة أفلام، ومنها فيلم ريد سكوربيون.